# Municipio de Dolni Dabnik
El municipio de Dolni Dabnik (búlgaro: Община Долни Дъбник) es un municipio búlgaro perteneciente a la provincia de Pleven.
En 2011 tenía 11 670 habitantes, el 71,91% búlgaros y el 7,9% gitanos. La tercera parte de la población del municipio vive en la capital municipal Dolni Dabnik.
Se ubica en el suroeste de la provincia, al oeste de la capital provincial Pleven.

## Localidades
| Localidad    | Cirílico     | Población (diciembre de 2009) |
| ------------ | ------------ | ----------------------------- |
| Dolni Dabnik | Долни Дъбник | 4761                          |
| Barkach      | Бъркач       | 760                           |
| Gorni Dabnik | Горни Дъбник | 1914                          |
| Gradina      | Градина      | 842                           |
| Krúshovitsa  | Крушовица    | 2051                          |
| Petarnitsa   | Петърница    | 1720                          |
| Sádovets     | Садовец      | 2390                          |
| Total        |              | 14 438                        |